# Ophioleptoplax atlantica
Ophioleptoplax atlantica is een slangster uit de familie Ophiomyxidae.
De wetenschappelijke naam van de soort werd in 1914 gepubliceerd door René Koehler.